# Plesielephantiformes
A Plesielephantiformes az emlősök (Mammalia) osztályába és az ormányosok (Proboscidea) rendjébe tartozó fosszilis alrend.

## Rendszerezés
Az alrendbe az alábbi 3 család tartozik:
- †Barytheriidae C.W. Andrews, 1906 - késő eocén-kora oligocén; Észak-Afrika, Omán[1][2]
- †kapafogú őselefántok (Deinotheriidae) Bonaparte, 1845 - késő oligocén-kora pleisztocén; Afrika, Eurázsia[3]
- †Numidotheriidae Shoshani & Tassy, 1992 - késő paleocén-kora eocén; Észak-Afrika[4]

## Fordítás
- Ez a szócikk részben vagy egészben  a   Plesielephantiformes című angol Wikipédia-szócikk ezen változatának fordításán alapul.  Az eredeti cikk szerkesztőit annak laptörténete sorolja fel. Ez a jelzés csupán a megfogalmazás eredetét és a szerzői jogokat jelzi, nem szolgál a cikkben szereplő információk forrásmegjelöléseként.
- Ez a szócikk részben vagy egészben  a   Proboscidea#Classification című angol Wikipédia-szócikk ezen változatának fordításán alapul.  Az eredeti cikk szerkesztőit annak laptörténete sorolja fel. Ez a jelzés csupán a megfogalmazás eredetét és a szerzői jogokat jelzi, nem szolgál a cikkben szereplő információk forrásmegjelöléseként.